# Эварестов, Роберт Александрович
Ро́берт Алекса́ндрович Эварестов (род. 23 июля 1937 года) — советский и российский учёный, доктор физико-математических наук, профессор, заслуженный деятель науки Российской Федерации (1998). Заведующий кафедрой квантовой химии химического факультета Санкт-Петербургского государственного университета.

## Биография
Окончил кафедру теоретической физики физического факультета ЛГУ (1960). В 1964 году защитил кандидатскую диссертацию на тему «Квантовомеханический расчет оптических свойств М-центра окраски в щелочногалоидных кристаллах», в 1977 году — докторскую диссертацию на тему «Молекулярные модели в теории электронной структуры кристаллов с локальными центрами».
В 1967—1990 годах — доцент, затем профессор ЛГУ; в 1990—1994 годах — директор НИИ химии ЛГУ/СПбГУ. Награждён медалью ордена «За заслуги перед Отечеством» II степени (2010) и большой медалью Латвийской академии наук (2007). Дважды лауреат университетской премии за лучшие научные труды (1982, 2005). Является иностранным членом Академии наук Латвии (2003), Гумбольдтовским профессором (1998). Действительный член РАЕН (1992). Почётный профессор СПбГУ.
В марте 2022 года подписал обращение сотрудников СПбГУ в поддержку российского вторжения в Украину.
Опубликовал свыше 200 научных работ (в том числе более 100 — в престижных международных научных изданиях) и 6 монографий. Среди них — написанная по заказу немецкого издательства Springer и вышедшая в двух изданиях монография (R. A. Evarestov, V. P. Smirnov, Springer Verlag, 1993, 1997).
Член редакционной коллегии журнала «Физика твердого тела».